# Шериф, Маяр
Маяр Шериф Ахмед Абдель-Азиз (англ. Mayar Sherif Ahmed Abdel-Aziz, араб. ميار شريف أحمد عبد العزيز‎; род. 5 мая 1996, Каир) — египетская теннисистка. Победительница трёх турниров WTA (из них один в одиночном разряде); участница Олимпийских игр 2020 и 2024 годов; четырёхкратная чемпионка Африканских игр (2019, 2023).

## Общая информация
Родилась 5 мая 1996 года в Каире, в Египете.

## Спортивная карьера

### 2019—2020 годы
В августе 2019 года, в Рабате (Марокко) она стала чемпионкой Африканских игр в одиночном разряде, в финале со счётом: 6-3, 6-3 победив теннисистку из ЮАР Шанель Симмондс. Там же она также стала чемпионкой Африканских игр в парном разряде вместе со своей соотечественницей Рана Шериф Ахмед, — в финале победив египетскую пару Ламис Альхусейн Абдель Азиз и Сандра Самир, и чемпионкой в командном турнире.
С весны 2020 года был введён жёсткий коронавирусный карантин в Египте и по всему Ближнему Востоку, и в этом году она осталась почти без соревновательной практики.

### 2021—2022 годы
В июле 2021 года, в Токио (Япония) она участвовала в одиночном турнире на летних Олимпийских играх, в первом раунде соревнований со счётом 5-7, 6-7 проиграв шведской теннисистке Ребекке Петерсон.
В январе 2022 года на WTA туре, в Мельбурне (Австралия) она стала финалисткой в парном разряде вместе с чешкой Терезой Мартинцовой на турнире WTA 250 в Мельбурне, в финале со счётом 2-6, 7-6, [5-10] проиграв опытной паре Катерина Синякова и Бернарда Пера.
1 октября 2022 года она стала победительницей в одиночном разряде турнира WTA 250 в Парме (Италия), в финале со счётом 7-5, 6-3 победив опытную гречанку Марию Саккари.

### 2024
В середине мая 2024 года стала финалисткой в одиночном разряде турнира в Парме, где она в финале проиграла словацкой теннисистке Анне Каролине Шмидловой со счётом 5-7, 6-2, 4-6.
В конце мая 2024 года стала финалисткой турнира в Рабате (Марокко), где она в финале проиграла американке Пейтон Стернс со счётом: 2-6, 1-6.
В сентябре 2024 года совместно с россиянкой Анной Блинковой выиграли парный титул серии WTA 250 на турнире в тунисском Монастире, в финале победив россиянок Анастасию Захарову и Алину Корнееву со счётом 2-6, 6-1, [10:8].
В конце ноября 2024 года стала победительницей турнира WTA 125 Argentina Open в Буэнос-Айресе (Аргентина), где она в финале одиночного разряда победила польку Катажину Кава со счётом 6-3, 4-6, 6-4. На этом же турнире вместе с бразильской теннисисткой Лаурой Пигосси в финале парного разряда проиграла полькам Катажине Кава и Майе Хвалиньской со счётом 4-6, 6-3, [7:10].

## Итоговое место в рейтинге WTA по годам
| Год  | Одиночный рейтинг | Парный рейтинг |
| 2024 | 100               | 143            |
| 2023 | 49                | 159            |
| 2022 | 63                | 123            |
| 2021 | 61                | 142            |
| 2020 | 132               | 189            |
| 2019 | 212               | 461            |
| 2018 | —                 | —              |
| 2017 | 780               | 1049           |
| 2016 | —                 | —              |
| 2015 | —                 | —              |
| 2014 | 865               | —              |
| 2013 | 641               | 700            |

## Выступления на турнирах

### Финалы турнировWTAв одиночном разряде (3)

#### Победа (1)
| Легенда:                    |
| --------------------------- |
| Турниры Большого шлема (0)* |
| Олимпиада (0)               |
| Итоговый турнир WTA (0)     |
| WTA 1000 (0)                |
| WTA 500 (0+1)               |
| WTA 250 (1+1)               |

| Титулы по покрытиям | Титулы по месту проведения матчей турнира |
| ------------------- | ----------------------------------------- |
| Хард (0+2)*         | Зал (0)                                   |
| Грунт (1)           | Зал (0)                                   |
| Трава (0)           | Открытый воздух (1+2)                     |
| Ковёр (0)           | Открытый воздух (1+2)                     |

* количество побед в одиночном разряде + количество побед в парном разряде.
| №  | Дата           | Турнир        | Покрытие | Соперница в финале | Счёт    |
| 1. | 1 октября 2022 | Парма, Италия | Грунт    | Мария Саккари      | 7-5 6-3 |

#### Поражения (2)
| №  | Год            | Турнир               | Покрытие | Соперницы в финале | Счёт    |
| 1. | 8 августа 2021 | Клуж-Напока, Румыния | Грунт    | Андреа Петкович    | 1-6 1-6 |
| 2. | 25 мая 2024    | Рабат, Марокко       | Грунт    | Пейтон Стернс      | 2-6 1-6 |

### Финалы турнировWTAв парном разряде (4)

#### Победы (2)
| №  | Дата             | Турнир          | Покрытие | Партнёрша      | Соперницы в финале                | Счёт           |
| 1. | 14 сентября 2024 | Монастир, Тунис | Хард     | Анна Блинкова  | Анастасия Захарова Алина Корнеева | 2-6 6-1 [10-8] |
| 2. | 2 марта 2025     | Мерида, Мексика | Хард     | Катажина Питер | Анна Данилина Ирина Хромачёва     | 7-6(2) 7-5     |

#### Поражения (2)
| №  | Дата           | Турнир                   | Покрытие | Партнёрша         | Соперницы в финале              | Счёт              |
| 1. | 7 августа 2021 | Клуж-Напока, Румыния     | Грунт    | Катажина Питер    | Натела Дзаламидзе Кайя Юван     | 3-6 4-6           |
| 2. | 9 января 2022  | Мельбурн (II), Австралия | Хард     | Тереза Мартинцова | Бернарда Пера Катерина Синякова | 2-6 7-6(7) [5-10] |